# Bewitching-Lee!
| Оценки критиков               | Оценки критиков |
| Источник                      | Оценка          |
| ----------------------------- | --------------- |
| AllMusic                      | [ 2 ]           |
| Encyclopedia of Popular Music | [ 3 ]           |

Bewitching-Lee! (с подзаголовком Peggy Lee Sings Her Greatest Hits) — сборник лучших хитов американской певицы Пегги Ли, выпущенный в 1962 году на лейбле Capitol Records. В альбом вошли самые популярные записи певицы с 1946 по 1958 год, в основном представлены хиты 40-х годов, включая «It’s a Good Day», «Why Don’t You Do Right?», «I Don’t Know Enough About You» и «Mañana (Is Soon Enough for Me)», а также «Fever». Альбом попал в чарт альбомов Billboard Top LP’s в течение недели 25 августа 1962 года и провёл в этом чарте шесть недель и достиг 85-й строчки.

## Отзывы критиков
В журнале Billboard Music Week написали, что «по всей стране найдётся множество поклонников Ли, которым понравится этот сборник, поэтому дилерам следует держать под рукой солидные запасы».

## Список композиций
| №                   | Название                    | Автор(ы)                               | Длительность |
| ------------------- | --------------------------- | -------------------------------------- | ------------ |
| 1.                  | «Why Don’t You Do Right?»   | Канзас Джо Маккой                      | 2:28         |
| 2.                  | «Don’t Smoke in Bed»        | Уиллард Робисон                        | 3:09         |
| 3.                  | «It’s a Good Day»           | Дейв Барбур, Пегги Ли                  | 2:55         |
| 4.                  | «Alright, Okay, You Win»    | Майм Уоттс, Сидни Уич                  | 2:54         |
| 5.                  | «Golden Earrings»           | Рэй Эванс, Джей Ливингстон, Виктор Янг | 3:02         |
| 6.                  | «Hallelujah, I Love Him So» | Рэй Чарльз                             | 2:33         |
| Общая длительность: | Общая длительность:         | Общая длительность:                    | 17:01        |

| №                   | Название                         | Автор(ы)                                                  | Длительность |
| ------------------- | -------------------------------- | --------------------------------------------------------- | ------------ |
| 1.                  | «Fever»                          | Эдди Кули, Джон Дэвенпорт                                 | 3:25         |
| 2.                  | «I Don’t Know Enough About You»  | Дейв Барбур, Пегги Ли                                     | 3:23         |
| 3.                  | «Them There Eyes»                | Масео Пинкард, Дорис Таубер, Уильям Трейси                | 2:57         |
| 4.                  | «While We’re Young»              | Уильям Энгвик, Морти Палиц, Алек Уайлдер                  | 3:17         |
| 5.                  | «Mañana (Is Soon Enough for Me)» | Дейв Барбур, Пегги Ли                                     | 3:01         |
| 6.                  | «My Man»                         | Морис Ивэном, Жак Шарль, Альберт Уиллемец, Ченнинг Поллак | 2:16         |
| Общая длительность: | Общая длительность:              | Общая длительность:                                       | 18:19        |

## Чарты
| Чарты (1962)             | Высшая позиция |
| ------------------------ | -------------- |
| США (Billboard Top LP’s) | 85             |